# 齊藤佳春
齊藤 佳春（さいとう よしはる、1948年 - ）は、日本の実業家。株式会社ミヤノ元代表取締役社長。
シチズンマシナリーミヤノ株式会社副社長、のち取締役相談役を務めた。

## 来歴
長野県出身。1970年駒澤大学経済学部卒業。同年4月ミヤノ入社。1998年、海外営業部長。2000年、取締役海外営業部長。2004年11月、ミヤノマシナリーヨーロッパ GmbH．社長。
2006年10月、代表取締役社長に就任。
2011年4月、シチズンマシナリーミヤノ取締役副社長（市場戦略本部長） 就任（チズンマシナリーとの合併により）。両社の工作機械のブランド「シンコム」「ミヤノ」は従来通り継続し、ブランドごとのカンパニー制を敷く。取締役相談役を経て、2013年6月取締役を退任。